# 미란다어 위키백과

미란다어 위키백과는 미란다어로 운영되는 위키백과 언어판이다. 2008년에 시작되었다. 기호는 mwl이다.